# Geschichte einer Seele (Film)
Geschichte einer Seele ist ein französischer Spielfilm aus dem Jahr 1952 und handelt von der Heiligen Therese von Lisieux. Er basiert auf deren Autobiografie Geschichte einer Seele.

## Handlung
Der Film beginnt mit der Eröffnung des Seligsprechungsverfahrens für Therese von Lisieux durch Pius X. im Jahr 1914, das unter Papst Benedikt XV. abgeschlossen wird.
Therese Martin wird 1873 in Alençon als Tochter eines Fabrikanten geboren und verlebt eine glückliche Kindheit. Doch schon früh verliert sie ihre Mutter. Kurz nach dem Tod seiner Frau zieht Vater Louis Martin mit Therese und ihren Geschwistern nach Lisieux. Schon früh lernt sie, ihre Ängste zu beherrschen. Als ihr Vater ihr die Geschichte von Jeanne d’Arc vorliest, meint Therese, sie werde wie Jeanne d’Arc werden.
Die Trennung von Schwester Pauline, die den Karmeliten beitritt, wird zu einer so schmerzlichen Erfahrung für Therese, dass sie bald darauf krank wird; der Arzt macht sich ernsthafte Sorgen. Als die Geschwister zur Heiligen Jungfrau Maria beten, wird Therese wieder gesund. Später tritt auch Schwester Marie den Karmeliten bei.
Therese betet für die Seele des dreifachen Mörders Henri Pranzini, der lange keine Reue zeigt. Erst auf dem Weg zum Schafott küsst er das Kruzifix des anwesenden Pfarrers. Therese ist überzeugt, Pranzinis Seele gerettet zu haben.
Von ihrem Vater ermutigt, will sich Therese als junge Frau ebenfalls dem Karmelitenorden anschließen. Ihr Ansinnen wird unter anderem wegen ihres jugendlichen Alters von 15 Jahren zunächst abgelehnt. Doch zeigt eine Audienz bei Papst Leo XIII. den von ihr gewünschten Erfolg. Therese wird im Orden aufgenommen und nimmt den Ordensnamen Therese vom Kinde Jesus an. Sie beeindruckt die Mutter Oberin, als sie aus der Nachfolge Christi zitieren kann.
Therese verrichtet auch einfachste Arbeiten im Kloster und freundet sich mit Mutter Geneviève an. Als sie von der Mutter Oberin dafür kritisiert wird, dass sie eine Heilige zu werden anstrebt, entgegnet Therese, dass Jesus selbst gefordert hat, so perfekt wie der Vater im Himmel zu werden. Bald endet ihre Postulantenzeit mit der Annahme des Habits. Als sie sich während der Zeremonie wünscht, alles wäre weiß und mit Schnee bedeckt, fängt es draußen an zu schneien. Wenig später wird ihr Vater krank und muss in ein Sanatorium. Kurz darauf stirbt Mutter Geneviève.
Nach dem Tod von Mutter Geneviève wird Thereses Schwester Pauline zur Priorin gewählt und nennt sich Mutter Agnes; Therese wird ihre Assistentin. Als im Kloster eine Krankheit ausbricht, stößt sich die Mutter Oberin daran, dass Therese in einigen Dingen entgegen der Tradition des Klosters handelt, doch besteht Therese darauf, dass es in erster Linie darauf ankommt, Güte zu leben.
Auf Wunsch ihrer Priorin verfasst Therese unter dem Titel Geschichte einer Seele ihre Lebenserinnerungen. Hierauf regen sich in Therese Selbstzweifel in Bezug auf ihr Streben nach Perfektion, doch kann Therese diese Zweifel bald überwinden.
Wenig später zeigt Therese erste Anzeichen einer Tuberkulose, setzt aber ihr Gebot des Fastens fort. Thereses Pläne, in eine Karmelitenmission in Hanoi zu gehen, scheitern. Sie verbirgt ihre Krankheit zunächst, weil sie diese für Gottes Wille hält. Der Arzt sieht keine Hoffnung mehr für Therese. Therese selbst begegnet ihrer Situation mit Tapferkeit. Nach längerem Leiden stirbt sie dennoch in Frieden an ihrer Krankheit.
Am 17. Mai 1925 wird Therese von Lisieux von Papst Pius XI. als zweite Französin nach Jeanne d’Arc heiliggesprochen.

## Kritiken
„Das Leben und Sterben der Therese von Lisieux (1873-1897) erscheint als Weg der Heiligung in einem einfachen Alltagsleben historisch getreu und verständlich. Die nötige religiöse Zurückhaltung wird in allen historischen Details gewahrt. Haguet legt besonderen Wert auf die Erklärung der Regeln des Ordens der Karmeliterinnen, was ihm in volkstümlicher Weise gelingt.“

## Einzelnachweis
1. ↑  Geschichte einer Seele im Lexikon des internationalen Films